# سکه (شیروان)
سکه یک روستا در ایران است که در دهستان حومه (شیروان) واقع شده‌است. مردم روستای سکه عمدتاً سادات هستند و به زبان ترکی خراسانی سخن می‌گویند. در این روستا چند خانوار نیز به زبان بلوچی تکلم می‌کنند.